# گارسن دوتاسی

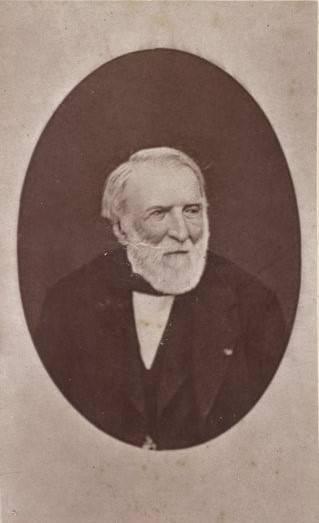
نگاره‌ای از گارسن دوتاسی، خاورشناس فرانسوی

گارسن دوتاسی (به فرانسوی: Joseph Héliodore Garcin de Tassy) و (به انگلیسی: Joseph Héliodore Sagesse Vertu Garcin de Tassy) دوران زندگی (۲۵ ژانویه ۱۷۹۴ تا ۲ سپتامبر ۱۸۷۸) خاورشناس فرانسوی، زاده و زیستهٔ شهر بزرگ مارسی بود. او زبان‌های شرقی را زیر نظر سیلوستر دوساسی زبان‌شناس و خاورشناس فرانسوی مطالعه و فراگیری کرد و در پایان به دریافت کرسی استادی «مدرسهٔ زبان‌های شرقی زنده» رشتهٔ هندشناسی؛ که این کرسی برای او تأسیس شده بود، نایل گشت. او در سال ۱۸۳۸ میلادی به عضویت فرهنگستان کتیبه‌شناسی و زبان‌های باستانی فرانسه برگزیده شد. گارسن دوتاسی خود یکی از بنیانگذاران و سپس پرزیدنت انجمن خاورشناسان (Société Asiatique) شد.